# Konstal 111N
Konstal 111N je typ tramvaje vyrobené podnikem Konstal v polském městě Chorzów v roce 1993.

## Konstrukce
Tramvaje Konstal 111N jsou jednosměrné čtyřnápravové motorové tramvajové vozy se všemi hnacími nápravami. Vozy mají troje dveře po obou stranách karoserie, díky čemuž může být spojením dvou tramvají zadními čely k sobě (vozy mají pouze jednu kabinu řidiče) vytvořena dvouvozová obousměrná souprava (obdobný princip jako u československé tramvaje Tatra T5C5). Sedačky pro cestující jsou na pravé straně otočeny ve směru jízdy, na levé straně proti směru jízdy.
Původně měly tramvaje 111N vzniknout přestavbou starších vozů Konstal 105Na, nakonec ale byly postaveny zcela nově.

## Dodávky tramvají
| Současný stát | Město                          | Článek | Typ  | Roky dodávek | Počet vozů | Evidenční čísla              | Poznámky | Zdroj |
| ------------- | ------------------------------ | ------ | ---- | ------------ | ---------- | ---------------------------- | -------- | ----- |
| Polsko        | Katovice a přilehlý region GOP | článek | 111N | 1993         | 6          | 341, 342, 360, 373, 406, 613 |          | [ 1 ] |

## Provoz
Vozy Konstal 111N vznikly pro potřeby dopravce Tramwaje Śląskie, který provozuje tramvajovou dopravu v katovické aglomeraci. V Gliwicích byl totiž opravován železniční viadukt nad tramvajovou tratí v ulici Zabrskiej. Na „odříznuté“ trati byla zavedena kyvadlová doprava právě spřaženými dvouvozovými soupravami tramvají 111N.
Celkem bylo vyrobeno šest vozů Konstal 111N, všechny jsou v majetku společnosti Tramwaje Śląskie, kde jezdí v běžném provozu. Dvě tramvaje (č. 341 a 342) byly od září 2006 do července 2008 zapůjčeny do Krakova (zde jezdily s čísly 3501 a 3502), kde byly využívány při výlukách.